# Calliphora porphyrina
Calliphora porphyrina är en tvåvingeart som beskrevs av Hiromu Kurahashi 1971. Calliphora porphyrina ingår i släktet Calliphora och familjen spyflugor. Inga underarter finns listade i Catalogue of Life.